# Saturation (économie)
Pour les articles homonymes, voir Saturation.

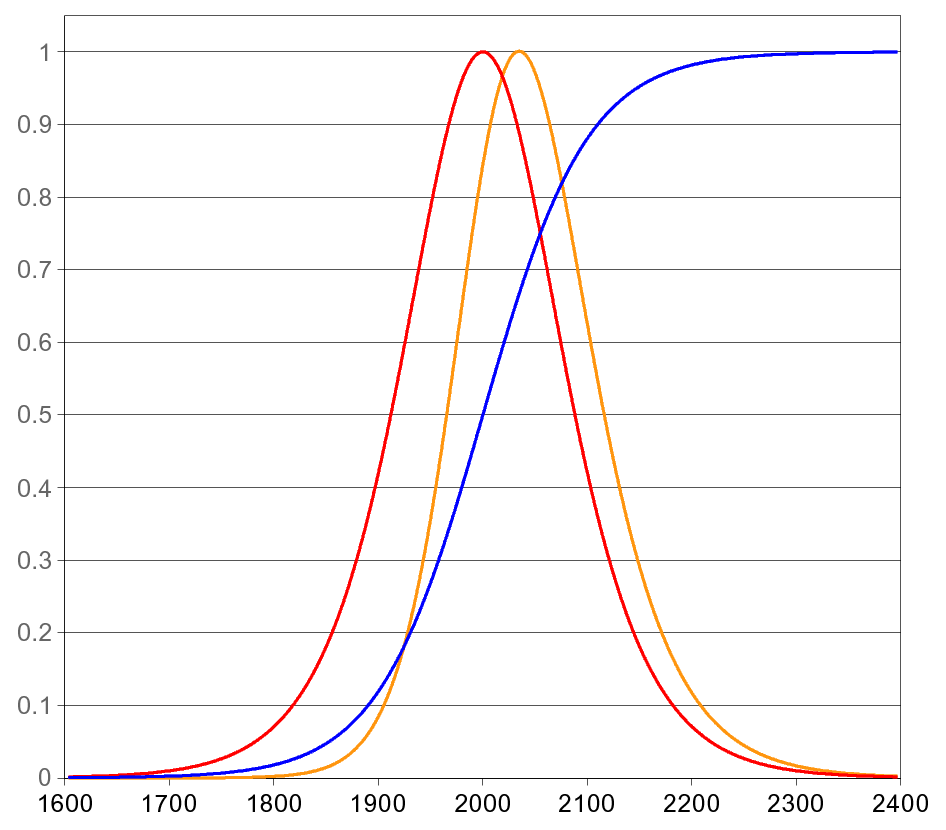
La croissance logistique est un exemple de croissance qui est limitée par la saturation : Le graphique montre un marché fictif avec une croissance logistique. Dans cet exemple, la courbe bleue représente le développement de la taille de ce marché. La courbe rouge décrit la croissance d'un marché comme première dérivée du volume du marché. La courbe jaune illustre la croissance pondérée par la taille du marché. Comme pour la croissance logistique, la courbe jaune montre que même un marché de grande taille ne peut pas renforcer la croissance quand on approche de la saturation. La croissance logistique n'est jamais négative, mais dans une zone de saturation de la zone, la croissance est aussi faible qu'avant que le marché décolle. (Dans l'exemple, toutes les courbes sont mises à l'échelle pour couvrir la gamme entre 0 et 1)

En économie, la saturation est une situation dans laquelle un produit est devenu diffusé (distribué) au sein d'un marché ; le niveau de saturation peut dépendre du pouvoir d'achat des consommateurs, ainsi que de la concurrence, des prix et de la technologie.

## Théorie des limites naturelles
La théorie des limites naturelles affirme : « Tout produit ou service a un niveau naturel de consommation. Nous ne savons pas ce qu'il est jusqu'à son lancement, sa distribution, et sa promotion sur le temps d'une génération (20 ans ou plus), après laquelle des investissements pour s'étendre l'univers au-delà des limites normales serait un exercice futile. » - Thomas G. Osenton, économiste.
La théorie fut introduite par Thomas Osenton dans son livre de 2004, The Death of Demand: Finding Growth in a Saturated Global Economy (La mort de la demande : trouver la croissance dans une économie saturée). Elle déclare que chaque produit ou service a un niveau de consommation naturel qui est déterminé après un certain nombre d'années de ventes et d'investissement en marketing (généralement autour de 20 à 25 ans). En effet, un univers relatif de consommateurs réguliers est naturellement établi au fil du temps après lequel une croissance de cet univers devient extrêmement difficile. Le point à partir duquel ces limites naturelles sont atteintes est appelé « saturation de l'innovation ».

### Exemple
Par exemple, le magazine hebdomadaire américain Sports Illustrated a été lancé en 1954 avec 400 000 abonnés et a grandi dans les années 1960, 1970 et 1980 jusqu'à atteindre 3,5 millions d'abonnés à la fin des années 1980, niveau où il est resté depuis. Selon certaines estimations, il y a jusqu'à 100 millions de fans de sport aux États-Unis, de nombreux analystes de Time Inc. (propriétaire de Sport Illustrated) croient que la base des abonnés pourrait être beaucoup plus élevé. Cependant, après de nombreuses années d'investissement, le niveau naturel de consommation et de profitabilité de l'hebdomadaire a été atteint, et il reste le même depuis trente ans.

## «Inonder le marché»
Lorsque les fournisseurs offrent brusquement de grandes quantités de produits pour vente et saturer le marché, on dit qu'ils inondent le marché. 

### Exemple
Dans les économies avancées, un pourcentage extrêmement élevé de ménages possèdent un réfrigérateur (plus de 97 % des ménages). Par conséquent, le taux de diffusion est de plus de 97 %, et le marché est dit saturé, c'est-à-dire que la poursuite de la croissance des ventes de réfrigérateurs n'aura lieu pour un fabricant que s'il est en mesure de gagner des parts de marché au détriment de ses concurrents.
Pour donner un autre exemple, dans les ménages des économies avancées, le nombre de voitures par famille est plus grand que 1 en moyenne. Poursuivre la croissance du marché (c'est-à-dire la croissance de la demande pour les automobiles) est contraint (les principaux acheteurs possèdent déjà le produit), et le marché est essentiellement saturé. Les ventes futures dépendent de plusieurs facteurs, y compris le taux d'obsolescence (l'âge auquel les voitures seront remplacées), la croissance de la population et les changements sociétaux comme la propagation de familles multi-voitures.